# Deuteronomos olivaria
Deuteronomos olivaria là một loài bướm đêm trong họ Geometridae.